# Nina Jankowska
Nina Jankowska, właśc. Janina Regina Jankowska z domu Weinfeld (ur. 1889 w Warszawie, zm. 8 lipca 1979 tamże) – polska architektka modernizmu, urbanistka, aranżerka i projektantka wnętrz. Członkini Stowarzyszenia Architektów Polskich.

## Życiorys
Przez dwa lata uczęszczała do Szkoły Sztuk Pięknych w Warszawie, następnie w 1910 rozpoczęła studia na Wydziale Architektury Uniwersytetu Sztuki Stosowanej w Wiedniu (ówcześnie pod nazwą Kunstgewerbeschule). Ukończyła je w 1914. W 1926 otrzymała drugą nagrodę w konkursie na szkice domu mieszkalnego.
Pracując w Biurze Odbudowy Stolicy oraz Instytucie Architektury i Urbanistyki projektowała zarówno domy jednorodzinne, jak i w zabudowie szeregowej. W późniejszym czasie, na zlecenie Robotniczego Towarzystwa Przyjaciół Dzieci działającego przy Warszawskiej Spółdzielni Mieszkaniowej tworzyła także budynki przedszkolne, żłobki i świetlice wraz z całym wyposażeniem. Aranżowała małe i funkcjonalne wnętrza, uczestniczyła w wystawach i była laureatką konkursów z dziedziny architektury.
Jej prace pojawiały się w czasopismach takich jak: „Dom, Osiedle, Mieszkanie”, „Wychowanie w przedszkolu”, „Życie Osiedli WSM”, czy „Troska o zdrowie dziecka”. Była autorką podręcznika dla studentów architektury na Politechnice Warszawskiej Materiały do projektowania przedszkola oraz artykułu o architekturze przedszkolnej w publikacji Budownictwo szkół i przedszkoli.
Jej bratem był architekt Marcin Weinfeld, a mężem Józef Jankowski.

## Projekty
Nina Jankowska zaprojektowała m.in.:
- dom przy ulicy Wespazjana Kochowskiego w Warszawie (wspólnie z mężem, razem z nim również tam zamieszkała)[3]
- przedszkole Warszawskiej Spółdzielni Mieszkaniowej przy ulicy Pawła Suzina[4][5]
- meble i artykuły dziecięce (stoły, krzesła, półki, szafki, leżaki, sedesy, wieszaki)[6]
- przyrządy do zabaw (huśtawki, piaskownica)[7]